# Bysted
Bysted er en landsby på Salling, beliggende 2 km nordvest for Durup, 4 km øst for Glyngøre og 24 km nord for Skive. Bysted hører til Skive Kommune og ligger i Region Midtjylland.
Bysted hører til Nautrup Sogn. Nautrup Kirke ligger i landsbyen Nautrup 1 km sydvest for Bysted.

## Historie

### Jernbanen
Sallingbanen (1884-1971) passerede ½ km nord for Bysted. Efter tre henvendelser fra borgerne oprettede DSB 1. august 1925 trinbrættet Bysted ved Grynderupvej, hvor der lå et vogterhus.
Beboerne måtte bekoste adgangssti til perronen, og først i 1930 fik de et lille venteskur. I starten standsede kun tre tog i hver retning ved Bysted, men fra 5. februar 1926 standsede næsten alle tog efter behov. Trinbrættet blev nedlagt 27. maj 1967, fordi det blev brugt for lidt.
Cykelstien Salling Natursti, der er anlagt på den tidligere jernbane og følger banens tracé næsten hele vejen mellem Skive og Glyngøre, passerer det tidligere trinbræt. Vogterhuset ligger der endnu.